# Oh No Ono
Oh No Ono var et dansk indie-band, der oprindeligt kom fra Aalborg. Bandet, der blev dannet i 2003, bestod af Malthe Fischer, Aske Zidore, Kristian Olsen Kristoffer Rom og fra 2005 også Nis Svoldgård.
Efter udgivelsen af EP'en "Now You Know: Oh No Ono" i marts 2005, vandt de Rock Nord Prisen på 25.000 kroner, og bassist Nis Svoldgård kom med i bandet. I begyndelsen var genren en blanding af 80'er-disco, new wave og powerpop. Bandet gjorde sig positivt bemærket på den danske musikscene og blev blandt andet Ugens Uundgåelige på P3 med nummeret "Keeping Warm In A Cold Country". De har blandt andet også vundet P3 Guld-prisen for "bedste gennembrud" og en Gaffa-award for "bedste gennembrud".
I 2008 blev Kristian Olsen erstattet med Nicolai Koch på keyboard. I 2010 gik Nicolai også ud af bandet. På albummet Eggs fra 2009 spiller bandet en meget mere psykedelisk rock.
Bandet blev opløst i november 2011, da de hver har en masse andre forskellige projekter, f.eks. driver Kristoffer Rom et indie-pladeselskab kaldet Tambourhinoceros. De har bl.a. udgivet Kirsten og Maries debut-ep og Treefight for Sunlights plade "A Collection Of Vibrations For Your Skull". 
Desuden har nogle af medlemmerne haft gang i et projekt med en lydbilledebog, nemlig "Grønflammeskoven", hvor mange anerkendte danske musikere spiller musik til.

## Medlemmer
- Malthe Fischer (Sang, guitar) (2003-2011 )
- Aske Zidore (Sang, Guitar) (2003-2011 )
- Kristoffer Rom Hansen (Trommer) (2003-2011 )
- Nis Svoldgård (Bas) (2005-2011 )
- Nicolai Koch (Synthesizer, klaver) (2008-2010)
- Kristian Olsen (2003-2008)

## Diskografi
- Now You Know Oh No Ono (marts 2005)
- Yes (august 2006)
- Eggs (april 2009)

## Priser
- Rock Nord Prisen 2005
- P3 Eksperimentet 2005
- P3 Gennembruddet 2006
- Gaffa Bedste Gennembrud 2006
- Den Nordjyske Kulturpris 2007
- Soundvenue Bedste Danske Album 2009
- Soundvenue Årtiets 5. Bedste Danske Album 2009